# 알바니아 항공
알바니아 항공(영어: Albanian Airlines)은 1991년에 설립해 2011년에 도산한 알바니아의 과거 국책 항공사로 너너테레사 티라나 국제공항을 허브 공항으로 사용했다.

## 역사
1991년에 아르베리아 항공(영어: Arberia Airlines)으로 설립했으며 1992년 사명을 변경했다. 1990년대 중반 민영화된 후 조직을 정비를 했으며 2000년대 항공기를 추가로 도입해 국제선 노선을 늘렸다. 2011년 11월 11일 알바니아의 민간 항공국에서 면허를 박탈해 사실상 운항이 중지되고 말았다.

## 보유 기종
- 2011년 11월 기준으로 알바니아 항공은 다음과 같은 기종을 보유하고 있으며 평균 기령은 22.5년이다.[4]